# Эгершельд (Владивосток)
Эгерше́льд — неофициальный район Владивостока, расположенный на полуострове Шкота, юго-западнее исторического центра. Занимает большую часть официального Фрунзенского района. Назван, предположительно, по железнодорожной станции «Эгершельд», а она, в свою очередь — по расположенному рядом мысу Эгершельда в бухте Золотой Рог. Мыс Эгершельда назван в честь капитана II ранга Густава Эгершельда (в 1860 году корвет «Гридень» под его командованием стоял в бухте Золотой Рог несколько месяцев, занимаясь охотой и снабжением постов Южно-Уссурийского края).

## Расположение
Находится на полуострове Шкота, к юго-западу от исторического центра Владивостока.

## Достопримечательности
На полуострове Шкота расположены причалы Владивостокского морского торгового порта, Токаревский маяк, Дворец культуры моряков (FESCO-холл) и Морской государственный университет.
На южной оконечности Токаревской кошки расположен маяк Токаревского. Основан был в 1876 году, Узнаваемая башня маяка была выстроена в 1911 году и сохранилась до наших дней. Мыс Токаревского впервые был описан и нанесён на карту в 1862 году экспедицией под руководством подполковника корпуса флотских штурманов Василия Матвеевича Бабкина (1813—1876). Тогда же мыс получил своё название по фамилии капитана корпуса флотских штурманов Михаила Яковлевича Токаревского (1809—1858). Кошка (коса) получила название по названию мыса не позднее 1912 года (Б. Г. Масленников, «Морская карта рассказывает»).
Первая попытка ограждения кошки Токаревского в связи со значительным ростом интенсивности мореплавания и усилением значения порта Владивосток для военного и коммерческого флотов была произведена зимой 1883—1884 годов. Был забит куст деревянных свай на акватории вблизи от оконечности косы на глубине 12 фут (3,70 м). Куст был окрашен в чёрный цвет и имел белую поперечную полосу. По верху куста была сделана площадка — галерея с перилами. На площадке был установлен отражательный фонарь с двумя масляными лампами и двумя рефлекторами. Белый постоянный огонь располагался на высоте 18 фут (5,50 м) над уровнем моря. Он был виден от SE 77º до NW 77º (от 103º до 283º). По отзыву главного командира портов Восточного океана, в первую зиму сваи хорошо выдержали напор льда, а огонь был виден с расстояния около 5 миль (9 км) при ожидавшейся дальности 4 мили (7,40 км) и приносил большую пользу. Географические координаты маяка Токаревского:
широта 43º 04,37' N, долгота 131º 50,52' E.

В советское время на Эгершельде работал магазин «Альбатрос», торговавший за валюту и «боны», которыми выдавалась часть заработной платы советским морякам, ходившим в заграничные рейсы.
На территории района ранее располагалось два кладбища — кладбище «Эгершельд» (основано в 1895 году, окончательно закрыто в 1954 году; здесь в 1930 году был захоронен выдающийся путешественник В. К. Арсеньев, чей прах позже был перенесен на Морское кладбище) и «Новое Эгершельдское» кладбище (основано в 1932 году, закрыто в 1954 году).

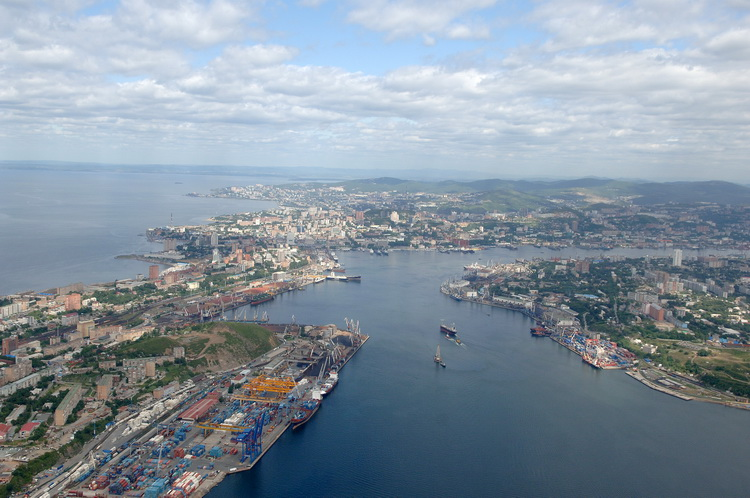
Вид на бухту Золотой Рог, полуостров Шкота, м. Эгершельда, слева
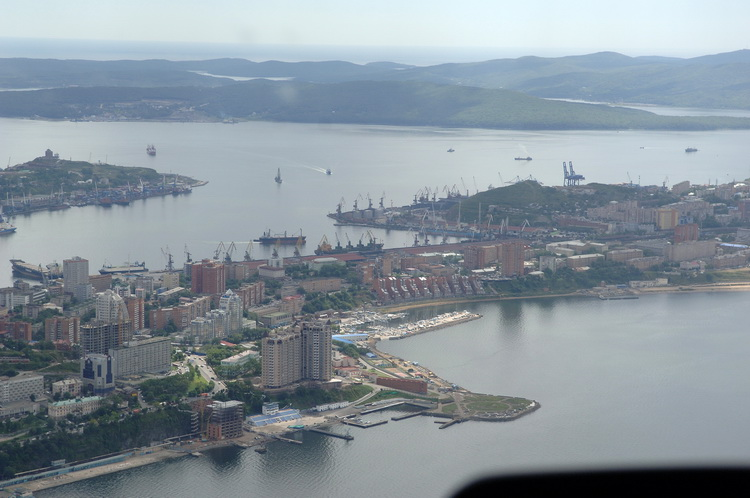
Эгершельд справа
Памятник Анне Щетининой
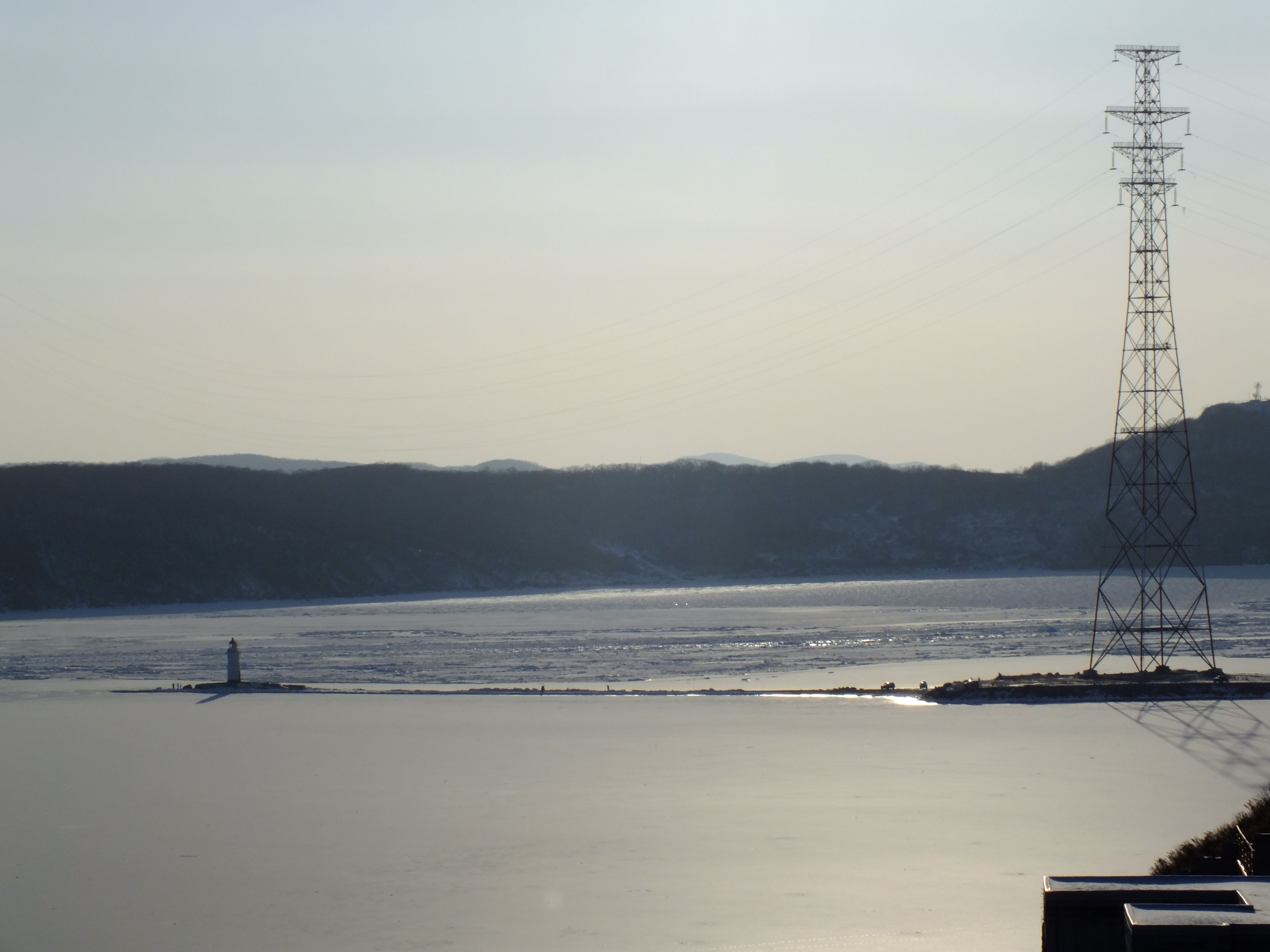
Кошка Токаревского — южная оконечность полуострова Шкота, за проливом Босфор Восточный — остров Елены